# بشار رشید
بشار رشید (انگلیسی: Bashar Rashid; ۱ ژانویهٔ ۱۹۴۹ – ۱۸ مهٔ ۱۹۷۸) بازیکن فوتبال اهل عراق بود.
از باشگاه‌هایی که در آن بازی کرده‌است می‌توان به باشگاه فوتبال الشرطه (عراق) اشاره کرد.
وی همچنین در تیم ملی فوتبال عراق بازی کرده‌است.
بشار در ۱۵ سپتامبر ۱۹۷۵ توسط رژیم بعثی دستگیر و زندانی شد، در دسامبر ۱۹۷۶ به اعدام محکوم شد، در نهایت وی در ۱۸ مه ۱۹۷۸ به اتهام عضویت در حزب کمونیست عراق اعدام شد.